# Gens Lèlia
La gens Lèlia (en llatí Laelia gens) va ser una gens romana d'origen plebeu que apareixen als Fasti per primer cop l'any 190 aC. El seu cognomen habitual era Balbus, i només es coneix un Leli amb un cognom diferent, un amic d'Escipió Africà el jove, anomenat Sapiens. Es va extingir al cap de quatre generacions en línia masculina però va seguir en línia femenina.